# Probarbus labeaminor
Probarbus labeaminor es una especie de peces de la familia de los
Cyprinidae en el orden de los Cypriniformes.

## Morfología
- Los machos pueden llegar alcanzar los 150 cm de longitud total.
- Número de  vértebras: 36-37.[1][2]

## Alimentación
Come organismos  bentónicos y larvas de insectos.

## Hábitat
Es un pez de agua dulce y de clima tropical.

## Distribución geográfica
Se encuentran en Asia: es una especie de pez endémica del río Mekong.